# ليلة البون فاير

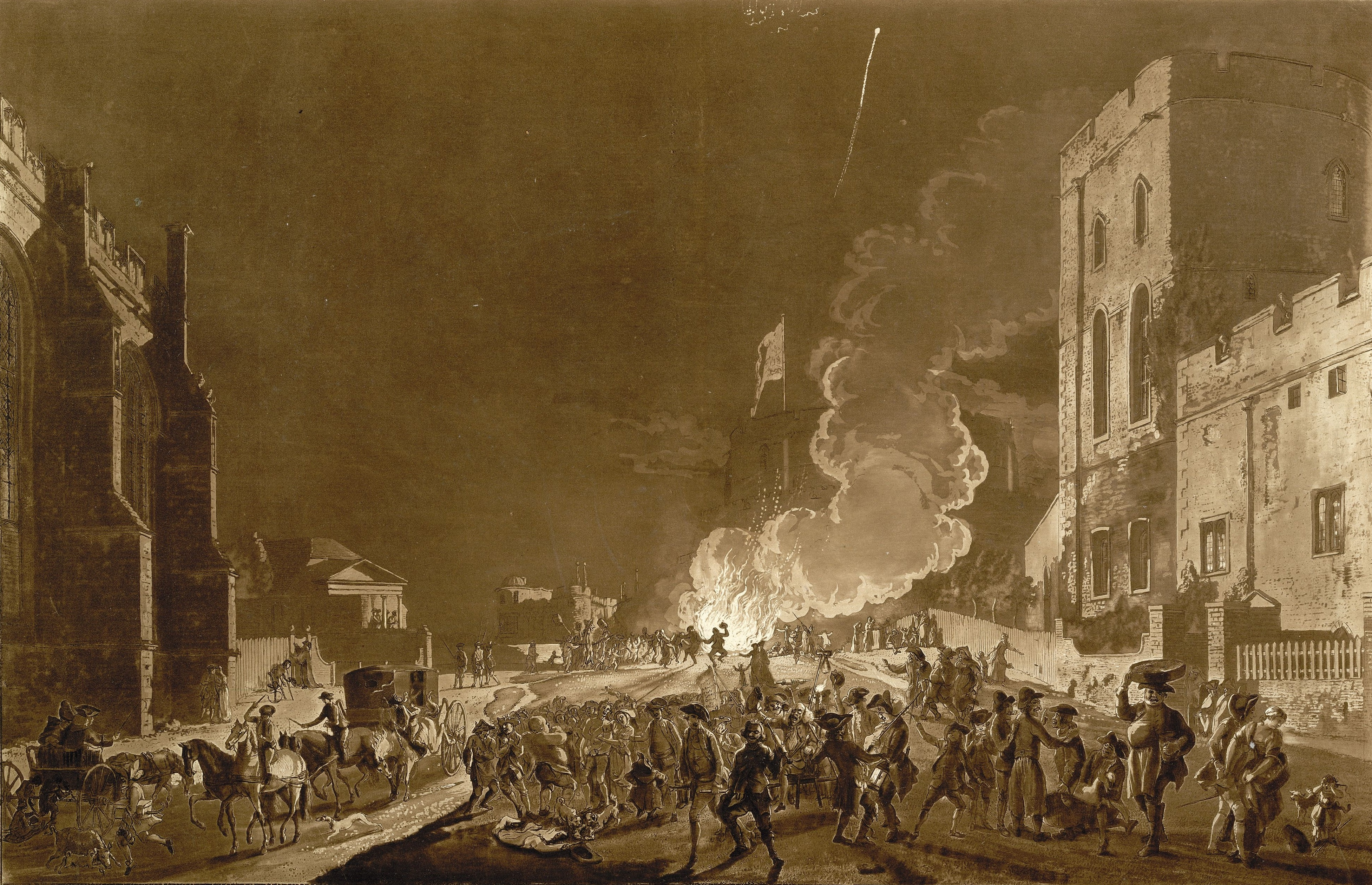
احتفالات في قصر وندسور رسمها الفنان بول ساندباي سنة 1776 م

تعد  ليلة البون فاير (بالإنجليزية: Bonfire Night) أو ليلة جاي فوكس، والمعروفة أيضًا باسم يوم جاي فوكس أو ليلة الألعاب النارية، احتفالًا سنويًا يقام في الخامس من نوفمبر في بريطانيا العظمى على وجه الخصوص. يرجع تاريخ تلك الليلة بأحداث الخامس من نوفمبر عام 1605، عندما أُلقِيَ القبض على جاي فوكس، أحد أعضاء مؤامرة البارود، أثناء حراسته لمتفجرات وضعها المتآمرون في قبو مبنى البرلمان البريطاني أو مجلس اللوردات. عندئذ أشعل الناس النيران في أنحاء لندن احتفالًا بنجاة جيمس الأول ملك إنجلترا من محاولة اغتياله، وبعدها بعدة شهور فُرِضَ قانون إلزام الاحتفال بالخامس من نوفمبر الذي خصص يومًا سنويًا عامًا للاحتفال بفشل المؤامرة.
خلال بضعة عقود، أصبح يوم خيانة البارود (كما كان معروفًا حينئذ) الاحتفال السائد في بريطانيا، إلا أن كونه يحمل إيحاءات دينية شديدة جعل منه أيضًا تركيزًا على الآراء المناهضة للكاثوليكية. ألقت الجماعة التطهيرية خُطبًا عن الأخطار الملحوظة من جهة البابوية، وفي أثناء الاحتفالات شديدة الصخب قام الناس بحرق دُمى تمثل الشخصيات المكروهة مثل أي شخصية بابوية كاثوليكية. تُظهر التقريرات أنه قرب نهاية القرن الثامن عشر كان هناك أطفال يتسولون من أجل المال ويحملون دُمى تمثل جاي فوكس، وبالتدريج أصبح الخامس من نوفمبر معروفًا بيوم جاي فوكس. كانت بعض المدن مثل لويس وجيلفورد في القرن التاسع عشر مسارح للصراعات الطبقية العنيفة المتزايدة وعلى الرغم من ذلك، كانت مركزًا لتعزيز التقاليد التي تحتفل بها تلك المدن ولم تهمل حتى التقاليد السلمية. وفي الخمسينيات من القرن التاسع عشر، أفضى تغيُّر الاتجاهات في النهاية إلى التخفيف من عنف اللهجة المستخدمة في كثيرٍ من فنون الخطابة المناهضة للكاثوليكية. وفي عام 1859، أُلغيت التشريعات الأصلية لعام 1606. في النهاية تم التعامل مع العنف، وبحلول القرن العشرين، صار يوم جاي فوكس احتفالًا اجتماعيًا ممتعًا على الرغم من افتقاره إلى الكثير من أهدافه الرئيسية. أما في الوقت الراهن، فقد جرت العادة على أن تنظم احتفالات منظمة كبيرة بليلة جاي فوكس باستخدام المشاعل وتقديم عروض ألعاب نارية.
نقل المستعمرون الاحتفال بليلة جاي فوكس إلى مستعمرات ما وراء البحار وإلى بعض المستعمرات بأمريكا الشمالية حيث كان معروفًا هناك باسم يوم البابوية الكاثوليكية. وانقرضت هذه المهرجانات مع بداية الثورة الأمريكية على الرغم من استمرار الاحتفال بها في بعض دول الكومنولث. هناك نزاع حول الادعاءات التي تقول بأن ليلة جاي فوكس استبدال بروتستانتي للعادات الأقدم مثل الساون (بالإنجليزية:  Samhain )، ذلك على الرغم من أن عيد هالووين القديم قد حظى بشعبية أكبر مؤخرًا، ويرى بعض الكتّاب أنه يشكل تهديدًا على احتفالات الخامس من نوفمبر.

## منشأ اليوم وتاريخه في إنجلترا

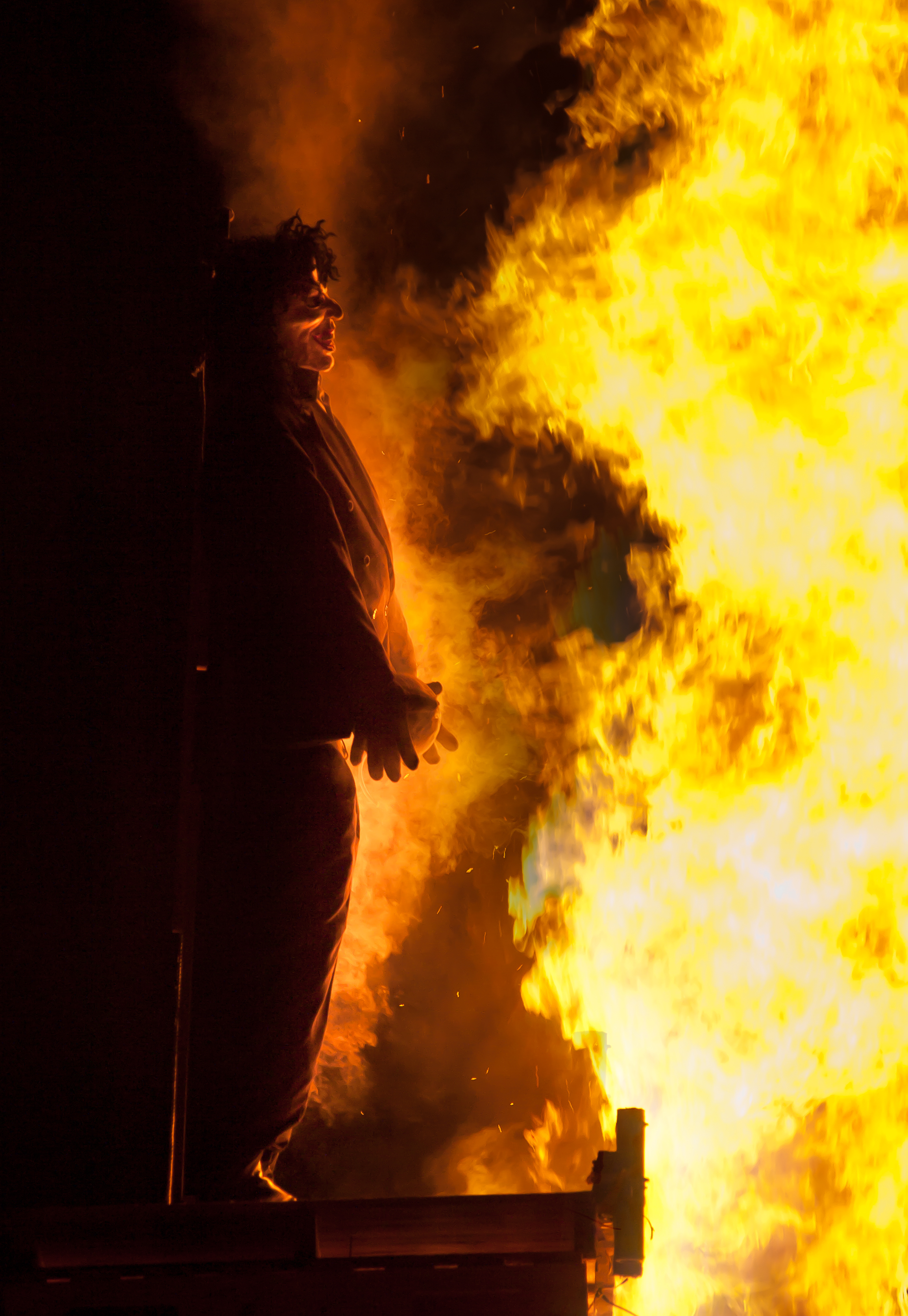
دُمية محترقة تمثل جاي فوكس في الخامس من نوفمبر 2010 في مدينة بيلاريكي في إسكس

يرجع أصل ليلة جاي فوكس إلى مؤامرة البارود في عام 1605، وهي مؤامرة فاشلة دبرتها مجموعة من القرويين الإنجليز من أتباع الكنيسة الرومانية الكاثوليكية لاغتيال جيمس الأول ملك إنجلترا المعتنق للبروتستانتية والإتيان بملك كاثوليكي يحل محله. وفور إلقاء القبض على جاي فوكس في أثناء حراسته لمخبأ متفجرات أسفل مجلس اللوردات، أجاز مجلس استشارة الملك للعامة إشعال النيران احتفالًا بنجاة الملك طالما أنهم «لا يسببون أية مخاطر أو فوضى» ، وبذلك أصبح عام 1605 أول عام يشهد الاحتفال بفشل المؤامرة. وقبل عدة أيام من إعدام المتآمرين الذين حاولوا الفرار، أقر البرلمان قانون إلزام الاحتفال بالخامس من نوفمبر لعام 1605 والمعروف باسم «قانون الشكر». وقد تقدّم العضو التطهيري في البرلمان إدوارد مونتاجو (بالإنجليزية: Edward Montagu) باقتراح القانون الذي أشار إلى استحقاق نجاة الملك بفضل العناية الإلهية لقدر من الاعتراف الرسمي، وجعل يوم الخامس من نوفمبر يومًا حرًا يمثل عيد الشكر، ولكنه في حقيقة الأمر عيد يهدف نظريًا إلى إلزام الناس بالحضور إلى الكنيسة. وعلاوة على ذلك، تم إضافة طقس ديني جديد إلى كتاب الصلوات المعروفة (بالإنجليزية: Book of Common Prayer) في الكنيسة الإنجليزية أو الأنجليكانية، وذلك لاستخدامه يوم الخامس من نوفمبر.
قليلٌ ما هو معروف عن بدايات احتفالات 5 نوفمبر. ففي مستوطنات مثل كارلايل (بالإنجليزية: Carlisle) ونورويتش ونوتينغهام، تحتفل مؤسسات الدولة مستخدمةُ الموسيقى وتحية المدفعية. وقد احتفلت مدينة كانتربيري به في عام 1607 مستخدمةُ 106 أرطال من البارود و14 رطل من الفتيل، وبعد ثلاث سنوات - كنوع من الاحتفال أيضًا - تم توفير الطعام والشراب لأعيان البلاد بالإضافة إلى الموسيقى والمفرقعات وموكب للجيش الشعبي. علاوة على ذلك، فما هو معروف عن كيفية احتفال العامة بهذه المناسبة أقل بكثير بالرغم من أن الأحداث التاريخية المسجّلة تشير إلى أنه في مدينة دورتشيستر (بالإنجليزية: Dorchester) البروتستانتية شهد الاحتفال قراءة الخطب والمواعظ وقرع جرس الكنيسة وإشعال النيران والألعاب النارية.

### مغزى مُبكِّر
وفقًا للمؤرخة المؤلفة أنتونيا فريزر، كشفت دراسة أجريت على بدايات خطب الوعظ عن تركيزها على جانب مناهض للكاثوليكية «متصوف في حماسته». في واحدة من خُطب وعظه الخمسة في الخامس من نوفمبر والمطبوعة في مطبعة «خريطة روما» (A Mappe of Rome) عام 1612 تحدث الكاهن توماس تيلور عن «عمومية وحشية أتباع البابوية» والتي كانت «بلا حدود تقريبًا». وقد انتشرت مثل هذه الرسائل في الأعمال المطبوعة مثل: «التقوى الكاثوليكية» (Pietas Pontifica) لصاحبه فرانسيس هيرنج (والذي أعيد نشره عام 1610 تحت اسم «بوبيش باياتي» أو Popish Piety) و«ملخص موجز للخيانة المدبرة ضد الملك والبلاد» (A Brief Summe of the Treason intended against the King & State) لصاحبه جون رود في عام 1606 والذي كان يهدف إلى تعليم «البسطاء والجهلاء ألا يُفتنوا بأتباع البابوية». بحلول العشرينيات من القرن الخامس عشر تم الاحتفال بالخامس من نوفمبر في المدن ذات الأسواق التجارية والقرى في أنحاء البلاد على الرغم من أن ذلك سبق الاحتفال به في إنجلترا. وقد أصبح يوم خيانة البارود - كما كان معروفًا حينئذ - الاحتفال السائد في إنجلترا. وقد جعلت بعض الأبرشيات من هذا اليوم احتفالًا عامًا تُشرب فيه الخمر وتسير فيه المواكب المهيبة. بالرغم من قلقهم بشأن السياسة الخارجية للملك جايمس الموالي للأسبان، وانخفاض نسبة البروتستانتية العالمية، والكاثوليكية عامةً، فقد دعا رجال الدين البروتستانت المدركين لمدلول هذا اليوم إلى أعياد شكر أكثر جلالًا وعمقًا في كل يوم من أيام 5 نوفمبر.
بدأت آثار الوحدة بين البروتستانت الإنجليز في عام 1606 تختفي في عام 1625 عندما تزوج ولي العهد تشارلز الأول ملك إنجلترا - نجل الملك جيمس - من الكاثوليكية هينريتا ماريا أوف فرانس (بالإنجليزية: Henrietta Maria of France). ردًا على هذا الزواج، أضاف التطهيريون صلاة جديدة يحذرون فيها من التمرد والمذهب الكاثوليكي، وفي الخامس من نوفمبر من العام نفسه أُحرقت تماثيل البابا وتماثيل الشيطان، وهذا ما يربطه السابق ذكرهم ببداية قرون من التقاليد. وقد اتسم يوم خيانة البارود بالتحيز الحزبي تحت حكم الملك تشارلز. وكان حكمه بين عامي 1629 و1640 بلا برلمان وبدا تأييده للأرمينيانية التي اعتبرها التطهيريون من أمثال هينري بورتون (بالإنجليزية: Henry Burton) خطوة نحو المذهب الكاثوليكي. بحلول عام 1636 وتحت حكم القائد الأرميناني رئيس الأساقفة ويليام لود (بالإنجليزية: William Laud)، حاولت الكنيسة الإنجليزية الاستفادة من يوم الخامس من نوفمبر في استنكار كافة أعمال التحريض وليس البابوية فحسب. وحينئذ استعد التطهيريون واتخذوا حالة الدفاع بينما قام البعض منهم بالضغط والمطالبة بالمزيد من الإصلاح البروتستانتي في الكنيسة.

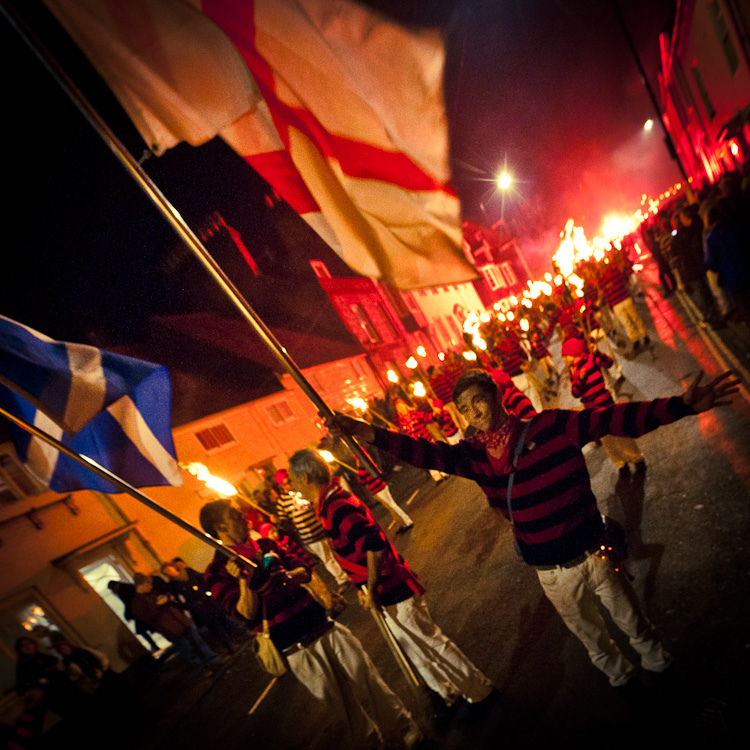
المحتفلون في مدينة لويس يوم 5 نوفمبر 2010

أشعلت ليلة البون فاير - كما كانت معروفة بين الحين والآخر - الحماسة مجددًا في الأحداث التي تبعتها فترة خلو العرش في إنجلترا. على الرغم من مجادلة الملَكِيِّين لتفسيرات البرلمانيين، بدأ البرلمانيون في الكشف عن المؤامرات الكاثوليكية الجديدة أو الخوف منها. في خطبته أمام مجلس العموم في الخامس من نوفمبر سنة 1644، ادّعى تشارليز هيرل (بالإنجليزية: Charles Herle) أن أتباع البابوية يشقون أنفاقًا «من مدن أوكسفورد وروما وهيل إلى مدينة وستمنستر محاولين - إن أمكن - تفجير أفضل المنشآت من بيوتكم وحرياتهم وامتيازاتهم». أحيا عرضٌ في حدائق نُزُل لينكولن عام 1647 ذكرى «رحمة الله الواسعة المتمثلة في إنقاذ هذه المملكة من المؤامرات الشيطانية التي دبرها أتباع البابوية». واشتمل العرض على كرات نارية محترقة في الماء (ترمز إلى الارتباط بين الكاثوليكية و«الأرواح الشيطانية») وأفران، بالإضافة إلى صواريخ كثيرة موحية «بالروح البابوية الآتية من الأسفل» لتدبير مؤامرات ضد الملك. كما كانت هناك دُمى لفوكس والبابا الذي مثّله بلوتو، الإله الروماني للعالم السفلي (نظيره اليوناني هو هاديس).
بعد إعدام الملك تشارلز الأول في عام 1649 ظل النظام الجمهوري الجديد متحيرًا في كيفية التعامل في يوم الخامس من نوفمبر. على عكس النظام القديم الذي أقام أعيادًا دينية وذكرى سنوية في المدن، ظل الاحتفال قائمًا ولكنه احتفال بالحكومة البرلمانية والمذهب البروتستانتي وليس احتفالًا بالملكية. وكالعادة تميز اليوم بنيران البون فاير والمفرقعات الصغيرة، في حين استمرت الاحتفالات الرسمية فقط في فترة استعادة الملكية الإنجليزية عندما جلس تشارلز الثاني ملك إنجلترا على العرش. سار رجال الحاشية والإنجليكانيون وأعضاء حزب المحافظين على النهج الرسمي الذي يميز الحدث على أنه حماية من الله لعرش إنجلترا، ولكن أصبحت الاحتفالات بشكل عام أكثر تنوعًا. بحلول عام 1670 حول المُتمَهِّنون في لندن يوم 5 نوفمبر إلى مهرجان للنار لا يهاجمون فيه البابوية فقط ولكن أيضًا «الرصانة والنظام الجيد» ويطلبون المال من أصحاب السيارات ذات الأربعة حصين بالمال من أجل الخمور ونيران البون فاير. استمر حرق الدُمى – المعروف معرفة كبيرة لدى ا اليعاقبة- continued في عام 1673 عندما حوّل شقيق الملك تشارلز دوق يورك ديانته إلى الكاثوليكية. ردًا على ذلك، قام المتمهنون بصحبة 1000 شخص في موكب لهم بإحراق تمثال عاهرة بابل المُزيَّن بسلسلة من الرموز البابوية. حدثت مشاهد مشابهة لهذا الحدث خلال السنوات القليلة التابعة له. ففي عام 1677 يوم احتفال إليزابيث الأولى ملكة إنكلترا بالجلوس على العرش في السابع عشر من نوفمبر، كانت هناك بعض عناصر الاحتفال الشبيهة بعناصر يوم الخامس من نوفمبر مثل إشعال نيران هائلة من البون فاير ووجود دمية كبيرة للبابا محشوة معدتها بقطط حية «تطلق نبرة صارخة مخيفة بمجرد أن تشعر بالنار» ودميتان للشياكين «التي تهمس في أذنه». بعد عامين، عند بلوغ أزمة إقصاء الملك جيمس ذروتها لاحظ أحد المشاهدين «أكبر مشهد من نيران البون فاير وحرق تماثيل البابا حدث من قبل». وقد أجبرت أعمال العنف في عام 1682 الميليشيا الخاصة بلندن على التدخل، ومنعًا لتكرر هذا في السنة التالية تم إصدار إعلان يمنع استخدام نيران البونفاير والألعاب النارية.
تم حظر استخدام الألعاب النارية تحت حكم جيمس الثاني أيضًا الذي أصبح ملكًا في عام 1685. وعلى الرغم من ذلك، باءت محاولات الحكومة لتخفيف الاحتفالات بيوم خيانة البارود بالفشل الذريع، كما كان رد فعل البعض على منع استخدام نيران البون فاير في لندن (خوفًا من إحراق المزيد من تماثيل البابا) هو وضع شموع على نوافذهم لتكون «شاهدة ضد الكاثوليكية». عندما خلع ويليام من أورنج (وللأهمية فقد هبط على أرض إنجلترا يوم 5 نوفمبر) الملك جيمس عن العرش في عام 1688، تحوّلت احتفالات اليوم أيضًا إلى احتفالات بالحرية والدين تحتوي على بعض العناصر المناهضة لحركة اليعاقبة. بينما كان حظر استخدام نيران البونفاير لأهداف سياسية، كان حظر استخدام الألعاب النارية لأسباب أمنية «فقد تسببت المفرقعات بالكثير من الأذى».

### يوم جاي فوكس

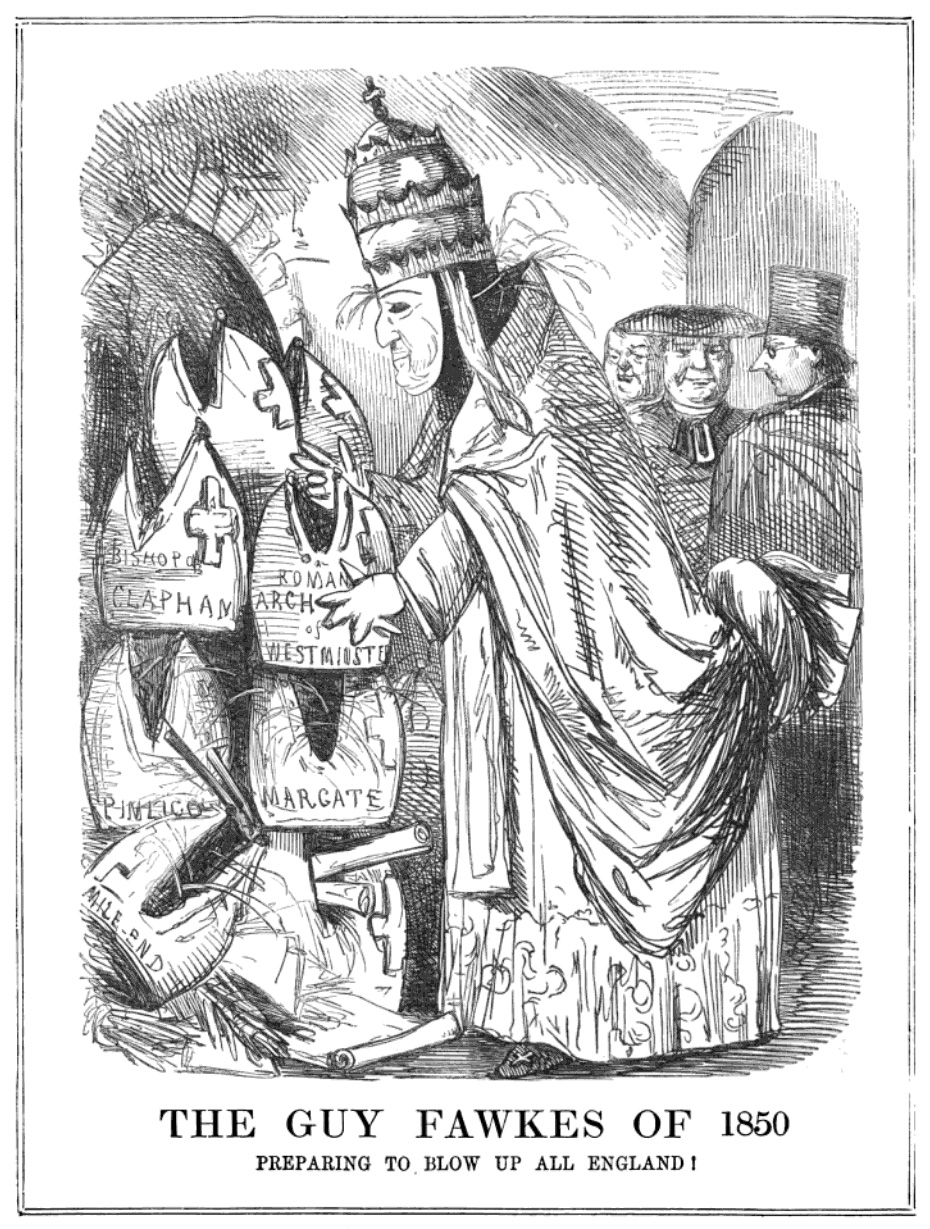
حفَّزت إعادة النظام الطبقي الكاثوليكي في عام 1850 رد فعل قوى. هذه الرسمة مأخوذة من قضية في بانش المطبوعة في شهر نوفمبر من هذا العام

تصادَف أن يوم ميلاد وليام هو الرابع من نوفمبر، وبالتالي أصبح يوما الرابع والخامس بالنسبة لأنصار الحزب اليميني البريطاني ذكرى سنوية مزدوجة هامة. وقد طالب وليام أن يتم تعديل طقوس الشكر لتشمل الشكر على «مجيئه السعيد للدنيا» و«إنقاذ الكنيسة والدولة». وفي التسعينيات من القرن السابع عشر أعاد وليام الحكم بالمذهب البروتستانتي في أيرلندا وبالنسبة ليوم الخامس (الذي تميّز بقرع أجراس الكنيسة والعشاء المدني) فقد غطًت عليه ذكرى مولد وليام. بداية من القرن التاسع عشر أصبحت احتفالات الخامس من نوفمبر هناك ذات طبيعة طائفية وظل الاحتفال في شمال أيرلندا محل جدال، على عكس اسكتلندا التي استمر إشعال نيران البون فاير فيها في مدن عديدة من مدن كاليدونيا. أما في إنجلترا، وبوصفه أحد العطلات الرسمية التسع وأربعين، ألقت أحداث أخرى بظلالها عليه بالنسبة للطبقة الحاكمة. من هذه الأحداث مولد الأدميرال إدوارد فيرنن (بالإنجليزية: Edward Vernon) أو جون ويلكس (بالإنجليزية: John Wilkes)، وكان يوم الخامس تحت حكم جورج الثاني وجورج الثالث (باستثناء انتفاضة اليعاقبة عام 1745) إلى حد كبير «ترفيهًا مهذبًا بدلًا من مناسبة لتقديم الشكر اللاذع». لكن بالنسبة للطبقات الدُنيا كانت الذكرى فرصةً لإثارة الفوضى ضد النظام أو ذريعة للعنف والاحتفالات الخارجة عن السيطرة. عند نقطة ما ولأسباب غير واضحة، أصبح العرف هو حرق دُمى جاي فوكس بدلًا من البابا. وبالتدريج أصبح يوم خيانة البارود هو يوم جاي فوكس. في عام 1790 أعدت جريدة التايمز تقريرًا عن نماذج لأطفال «…يتسولون مقابل المال من أجل جاي فوكس»، بجانب تقرير آخر في 4 نوفمبر 1802 وصف كيف أن «مجموعة عاطلين... يحملون تماثيل بشعة ترتدي ملابس جاي فوكس» تم اتهامهم بالتسول مقابل المال وسُجنوا بتهمة «البطالة والإخلال بالنظام». أصبح يوم الخامس «مناسبة متعددة المعاني مفعمة بإسنادات متعددة ذات معنى بالنسبة لكل الأشخاص». استمرت الطبقات الدنيا في الشغب، بجانب تقريرات سنوية من مدينة لويس (بالإنجليزية: Lewes) عن شغب وتخويف من «أصحاب بيوت محترمين» ودوران في الشوارع ببراميل قطران مشتعلة. في مدينة جيلفورد قامت عصابة من المحتفلين يطلقون على أنفسهم اسم «جايز» بإرهاب السكان المحليين. الإجراءات التي اتُخذَت كان مهتمة بتسوية الخلافات القديمة والأذى أكثر من أي ذكريات تاريخية. ظهرت مشاكل مشابهة لتلك المشاكل في إكسيتر التي تعد أصلًا مسرحًا للاحتفالات الأكثر تقليدية. في عام 1831 أُحرق تمثال أسقف مدينة إكسيتر الجديد هينري فيلبوتس (بالإنجليزية: Henry Phillpotts) وهو أنجليكاني تابع للكنيسة العليا ومن أعضاء حزب المحافظين الإنجليزي ومُعارِض للإصلاح البرلماني ومشتبه بتورطه في «نشر البابوية». تم تجاهُل حظر استخدام الألعاب النارية تجاهلًا كبيرًا في عام 1843 وأسفرت محاولات السلطات لقمع الاحتفالات عن مظاهرات عنيفة والعديد من الجرحى من الشرطيين.

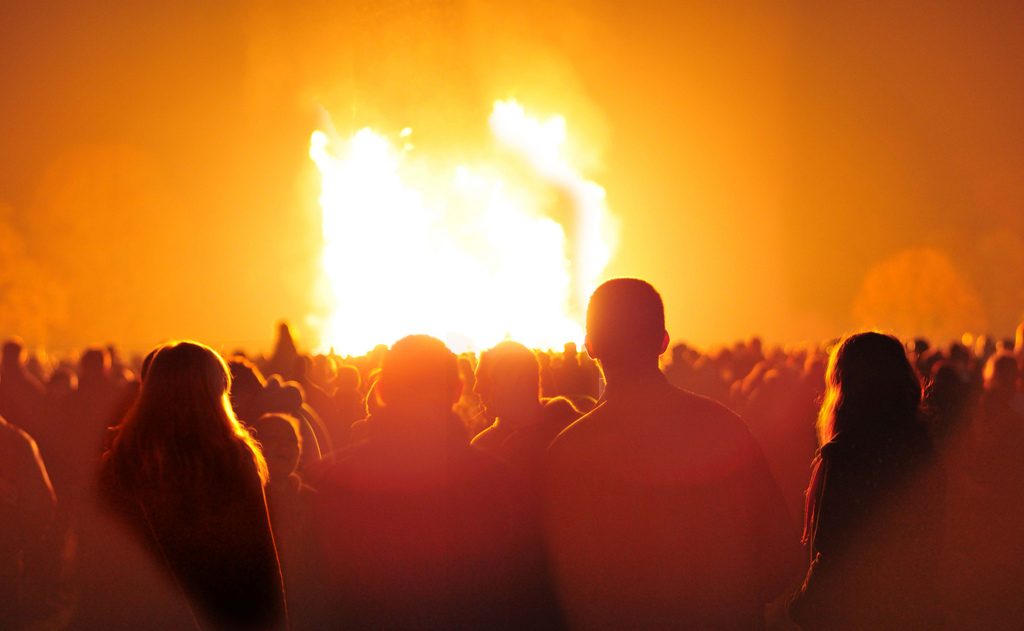
اجتماع المشاهدين حول نيران البون فاير في قاعة هيملي بالقرب من مدينة دادلي في يوم 6 نوفمبر 2010

في عدة مناسبات خلال القرن التاسع عشر أعدت جريدة التايمز تقريرًا عن أن الاحتفال بهذا اليوم في هبوط و«أصبح مؤخرًا شبه منسِيّ» ولكن المؤرخ ديفيد كريسي يرى أن مثل هذه التقارير تعكس «اتجاهات فيكتورية أخرى» منها إخماد الحماسة الدينية البروتستانتية وليس مجرد الاحتفال العام بيوم الخامس. أدى الاضطراب المدني الناتج عن الوحدة بين مملكتي بريطانيا العظمى وأيرلندا عام 1800 إلى إصدار البرلمان لقانون إغاثة الرومان الكاثوليك لعام 1829 والذي أتاح للكاثوليكيين قدرًا أكبر من الحقوق المدنية، ويعد هذا استمرارًا لعملية التحرير الكاثوليكي في المملكتين. أصبحت الاستنكارات التقليدية للكاثوليكية في هبوط منذ بداية القرن الثامن عشر، وكما يعتقد البعض - ومنهم الملكة فيكتوريا - فقد عفا الزمان على هذه الاستنكارات. لكن قيام البابا في عام 1850باستعادة الطبقية الكاثوليكية أعطى مغزى متجددًا للخامس من نوفمبر، حيث يتميز هذه المرة بحرق تماثيل الأسقف الكاثوليكي الجديد لمدينة وستمنستر المعروف باسم نيكولاس وايزمن (بالإنجليزية: Nicholas Wiseman) بجانب تماثيل البابا. في سوق فارينجدن (بالإنجليزية: Farringdon Market)كان هناك موكب به 14 تمثالًا من شارع ستراند مرورًا بجسر وستمنستر ووصولًا إلى حيّ ساذرك (بالإنجليزية: Southwark)، على حين قامت مظاهرات كثيفة في ضواحي لندن. تم السير بتماثيل تمثل الإثني عشر أسقف الكاثوليك الجدد في موكب عبر إكسيتر التي تعتبر مسرح الفوضى العارمة للعامة في كل ذكرى ليوم الخامس. لكن بالتدريج أصبحت تلك المشاهد أقل شعبية. تم إلغاء صلاة الشكر الخاصة بالخامس من نوفمبر من كتاب الصلوات المعروفة الأنجيليكاني مع مقاومة ضئيلة من البرلمان، وفي مارس 1859 ألغى قانونُ الاحتفال بالذكريات السنوية القانونَ الأصلي لسنة 1606. وبينما تعاملت السلطات مع أسوأ التجاوزات، بدأ الذوق العام تدريجيًا في العودة. تم حظر بيع الألعاب النارية وتم تحييد جماعة «جايز» بمدينة جيلفورد في عام 1865 على الرغم من مجيء هذا الإجراء متأخرًا جدًا على أحد الشرطيين الذي مات إثر جراحه. استمر العنف في إكسيتر لعدة سنوات ووصل إلى ذروته في عام 1867 عندما استثير غضب الجماهير بالأسعار المرتفعة وحظر استخدام نيران البون فاير علاوة على دفع المشاة المسلحين لحشد من الناس مرتين في ليلة واحدة من طريق الكاتيدرائية. حدثت المزيد من أعمال الشغب في عام 1879 ولكن ما عاد هناك نيران بون فاير في طريق الكاتيدرائية بعد عام 1894. وفي مكان آخر، استمر حدوث أعمال متقطعة من الفوضى العامة في أواخر القرن العشرين، وهي مصحوبة بأعداد كبيرة من الحوادث المتعلقة بالألعاب النارية، لكن ما وضع حد لمثل هذه الأشياء في معظم الحالات هو القانون القومي للألعاب النارية بالإضافة إلى تطور السلامة العامة.

### الأغاني الخاصة باليوم وتماثيل جاي وفقدان اليوم لأهميته
من الجوانب البارزة في احتفالات الفيكتوريين بليلة جاي فوكس بعدها عن مراكز تجمع السكان إلى أطراف البلد. أصبح جمع الخشب اللازم لنيران البون فاير الشغل الشاغل لأطفال الطبقة العاملة الذين استخدموا الأغاني لتساعدهم في طلب أي مواد قابلة للاحتراق أو أموال أو طعام وشراب من جيرانهم الأغنياء. افتتح أغلب الأطفال أغانيهم بالجملة الشهيرة «تذكر تذكر يوم الخامس من نوفمبر، يوم مؤامرة وخيانة البارود». أبيات الشعر الآتية ترجع إلى عام 1742، وهي أول أبيات ذات قافية سجلها التاريخ احتفالًا بهذا اليوم، وهي تتشابه مع معظم الأغاني القصيرة عن ليلة جاي فوكس التي ترجع إلى عام 1903 في مدينة تشارلتن أون أوتمور:
أصبحت حفلات الترفيه المنظمة أيضًا ذات شعبيةٍ في أواخر القرن التاسع عشر، وفي القرن العشرين غيّر مصنّعو الألعاب النارية اسم اليوم من يوم جاي فوكس إلى ليلة الألعاب النارية. تضاءل بيع الألعاب النارية إلى حد ما خلال الحرب العالمية الأولى، ولكنه استمر في فترة السِلم التابعة للحرب. وفي الحرب العالمية الثانية توقفت الاحتفالات مجددًا، ثم استمرت في نوفمبر 1945. بالنسبة للكثير من العائلات، أصبحت ليلة جاي فوكس احتفالًا محليًا، وغالبًا ما يجتمع فيه الأطفال على نواصي الشوارع ممسكين بدُمى جاي فوكس الخاصة بهم. أحيانًا تكون الدُمى مكسوّة بملابس مزخرفة وأحيانًا تأخذ شكل كومة من القماش محشوة بأي شيء يملأ مكان الحشو ويصعُب التعرف على شكلها . كشفت دراسة استطلاع عن نسبة 23 بالمائة من أطفال المدارس بمدينة شفيلد يصنعون تماثيل تمثل جاي، ويحدث ذلك أحيانًا قبل الاحتفال بعدة أسابيع. كان الهدف المنتشر من وراء عمل هذه التماثيل حيث يأخد الأطفال تماثيلهم معهم من باب منزل إلى آخر أو يعرضونها على نواصى الشوارع. لكن بشكل رئيسي صُممَت هذه التماثيل بهدف حرقها في يوم البون فاير، حيث إنها أحيانًا ما تُصنع من خشب مسروق من محارق أخرى، وهو ما يعتبر «تقليدًا مقبولًا» ساعد في دعم تقليد آخر في شهر نوفمبر يعرف باسم ليلة الأذى. تنافس العصابات على بناء أكبر تمثال، وأحيانًا ما تلجأ إلى حرق الخشب الذي يجمعه منافسوها. في عام 1954 أعدت صحيفة يورك شاير مقالًاعن حرائق في أواخر ديسمبر، مما أجبر السلطات على إزالة أكوام الخشب المتراكمة لأهداف أمنية. وقد اختفت مؤخرًا عادة التوسل للحصول على «قرش من أجل جاي» تمامًا تقريبًا. على النقيض، ما زالت هناك احتفالات قائمة أقدم من هذا الاحتفال. ففي مدينة أوتري سانت ماري، يطارد الرجال بعضهم في الشوارع حاملين براميل من القطران المشتعل، ومنذ عام 1679 ظلت مدينة لويس مركزًا لبعض أكثر احتفالات يوم الخامس من نوفمبر إفراطًا المعروفة باحتفالات بون فاير لويس.
بشكل عام، تُدير الجمعيات الخيرية المحلية والمنظمات الاحتفالات الحديثة بالخامس من نوفمبر، وتكون الاحتفالات برسوم دخول وشروط. تحسّر الكاتب مارتن كيتل (بالإنجليزية: Martin Kettle) في صحيفة الغارديان في عام 2003 على الموقف «التجاهُلي» تجاه الألعاب النارية والذي يُثني الناس عن عمل عروض ألعاب نارية في حدائقهم الخلفية و«الموقف المفرط من الحساسية» تجاه الآراء المناهضة للكاثوليكية التي تبرز في ليلة جاي فوكس. لخّص ديفيد كريسي الاحتفالات الحديثة في هذه الكلمات: «ترتفع الصواريخ لأعلى وتنفجر في ألوان متعددة، ولكن هذا أبعد ما يكون عن ذكريات الخامس من نوفمبر ... يمكن أن نقول أن الاحتفال بيوم جاي فوكس في انحدار بما خسره من ارتباط بالسياسة والدين. ولكننا سمعنا هذا كثيرًا من قبل.»

### أوجه تشابه بين يوم الخامس وتقاليد أخرى

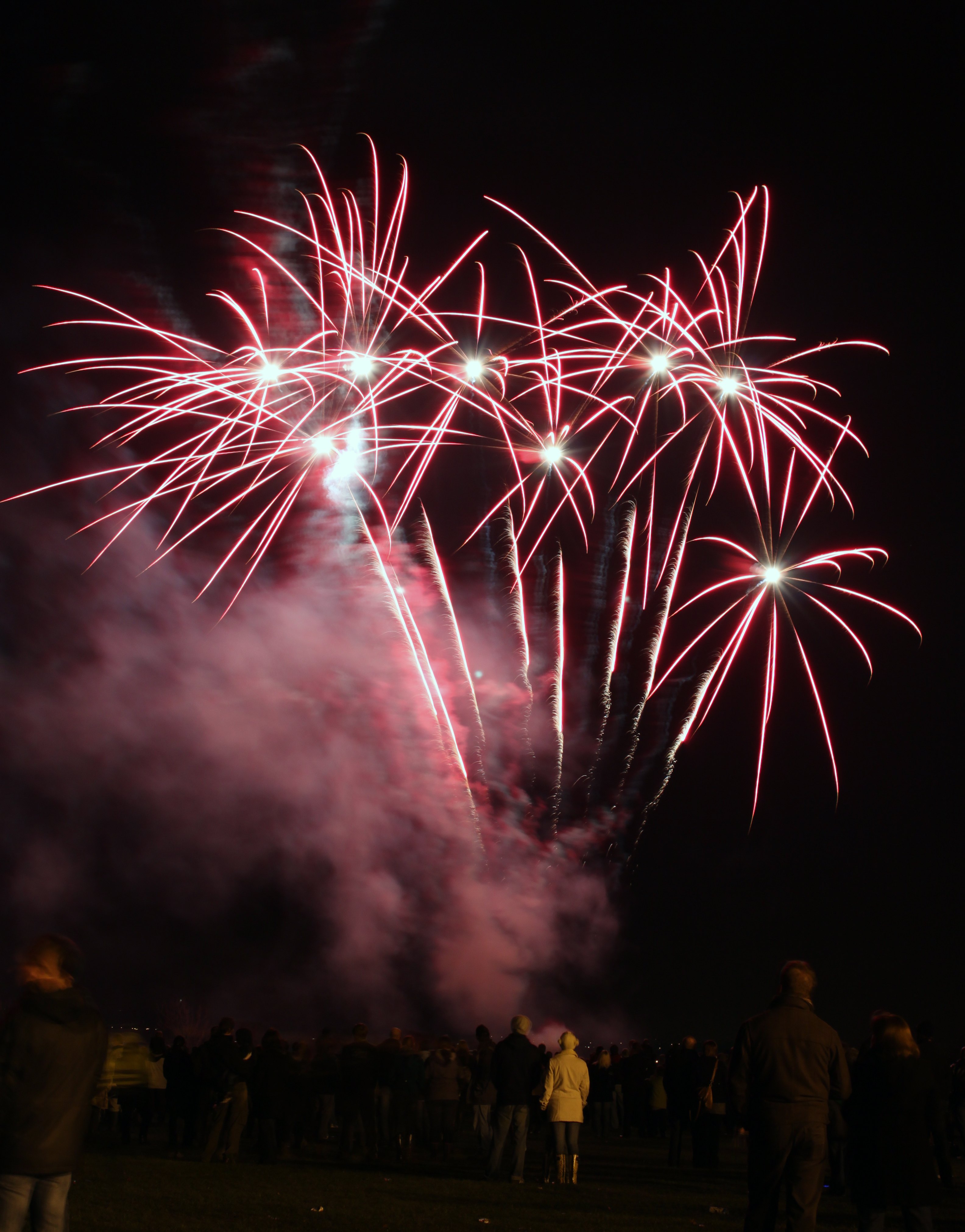
عرض ألعاب نارية في 5 نوفمبر 2010

طالما رجح المؤرخون أن يوم جاي فوكس كان بمثابة عيد بروتستانتي يحل محل الاحتفالات الكلتية والشمالية مثل عيد الساون والاحتفالات الوثنية التي امتصتها الكنيسة وحولتها إلى عيد عشيّة الهالووين ويوم الصلاة للآرواح (بالإنجليزية: All Souls' Day). في الدراسة المعروفة بالغصن الذهبي (بالإنجليزية: The Golden Bough)، رجح العالم بعلم الإنسان جيمس فريزر أن يوم جاي فوكس يعتبر مثلًا «للتقاليد القديمة العائدة في أشكال حديثة». أوضح ديفيد أندرداون (بالإنجليزية: David Underdown) في عمله المعروف باسم «احتفال وشغب وتمرُّد» (بالإنجليزية: Revel, Riot, and Rebellion) أن يوم خيانة البارود هو استبدال لعيد الهالووين وقال أنه: «تمامًا كما استولت الكنيسة من قبل على الكثير من الأعياد الوثنية، فعل أتبع البروتستانتية حيث اكتسبوا طقوسهم عن طريق تطويع الأشكال القديمة من الاحتفالات أو توفير بديل عنها». بينما أُخِذَ استخدام نيران البون فاير لتمييز المناسبات من عادة قديمة تتضمن إشعال نيران البون فاير للاحتفال، لم يكن هناك منشأ للاحتفال بذكرى الخامس من نوفمبر سوى سلامة الملك جيمس الأول التي تعتبر -وفقًا لكلام ديفيد كريسي- «احتفالًا تأمليًا لا جدوى منه على الإطلاق». اقتباسًا عن عمل كريسي، اتفق رونالد هاتن (بالإنجليزية: Ronald Hutton) مع خاتمته وكتب أنه «لا يوجد دليل على وجود علاقة بين حرائق الهالووين في شمال ويلز ومان ووسط إسكتلدا وبين الحرائق في إنجلترا في الخامس من نوفمبر». هناك المزيد من الالتباس في أيرلندا الشمالية حيث تحتفل بعض الجماعات بليلة جاي فوكس. فالاختلاف هناك بين يوم الخامس ويوم الهالوين غالبًا ما يكون غير واضح. بالرغم من هذه الخلافات، علّق المؤرخ ديفيد كندين (بالإنجليزية: David Cannadine) على تعدِّي احتفالات الهالوين الأمريكية في أواخر القرن العشرين على الثقافة البريطانية وتأثير هذا التعدي على ليلة جاي فوكس قائلًا:
وتعليقًا على نفس الموضوع استنتج مراسل بي بي سي توم دي كاستيلا الآتي:
من الاحتفالات الأخرى التي تتضمن ألعابًا نارية العيد الهندوسي المعروف بديوالي (عادةً ما يأتي بين منتصف أكتوبر ونوفمبر) الذي بدأ في الخامس من نوفمبر 2010. هذا ما دفع صحيفة ذي إندبندنت إلى التعليق على أوجه التشابه بين الاحتفالين، فيتسائل مراسلها الصحفي كيفن رولنسن «أي الألعاب النارية فيهما ستكون أكثر سطوعًا».

## الاحتفال في بُلدان أخرى

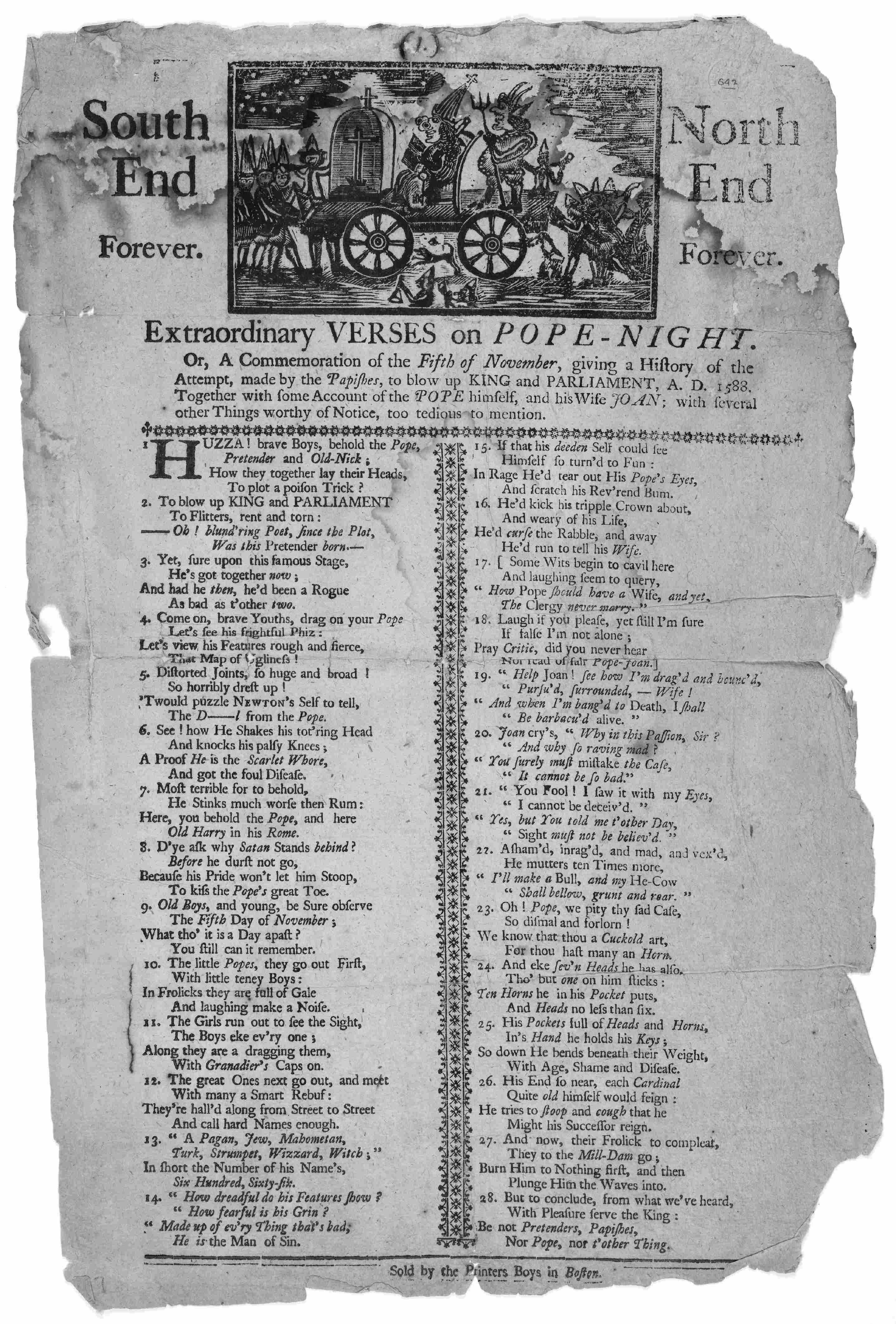
1768 مستعمرة تحتفل بذكرى الخامس من نوفمبر في عام 1605

انتقل يوم خيانة البارود إلى المستعمرات حول العالم على يد المستعمرين. على الرغم من ضآلة الاهتمام بهذه الذكرى في البداية، رسّخ القبض على ولدين يشعلان نيران البون فاير في الخامس من نوفمبر 1662 في بوسطن -كما يُرى المؤرخ جيمس شارب- «أساس تقليد الاحتفال بذكرى الخامس من نوفمبر». عُرف اليوم في بعض أنحاء أمريكا الشمالية بيوم البابا، واحتُفل به بشكل رئيسي في إنجلترا الجديدة الاستعمارية، ولكن الاحتفال امتد في الجنوب أيضًا إلى مدينة تشارلستون. في بوسطن سنة 1685 -وهو نفس العام الذي جلس فيه جيمس الثاني على العرش- تم الاحتفال بمهرجان قديم أسسه المستعمرون التطهيريون بقيادة جون وينثروب (بالإنجليزية: John Winthrop) عام 1630. وبعد خمسين سنة في بوسطن مجددًا، كتب وزير محلي أن «عددًا كبيرًا من الناس ذهب إلى عُنُق دورتشيستر حيث قضى الناس يوم بونفاير رائع وأشعلوا الألعاب النارية» على الرغم من انتهاء اليوم بمأساة عندما «غرق أربعة شباب أثناء عودتهم إلى المنزل في قارب». بعد عشر سنوات كانت الاحتفالات الصاخبة مصدر إزعاج للطبقات العليا من الناس، ونتيجة لذلك تم إصدار قانون خاص للشغب لمنع «الحفلات الصاخبة الهائجة الفوضوية المتكونة من أكثر من ثلاثة أفراد كلهم أو أي منهم مسلح بعصيان أو هراوات أو أي نوع من الأسلحة أو متنكر بقناع يخفي الوجه أو وجوه مرسوم عليها أو متغير لونها أو متنكر بأي شكل من الأشكال أو في أي صورة من صور الأُبّهة في أي شارع أو زقاق أو أي مكان آخر في بوسطن». لكن نظرًا للموارد غير الملائمة، عجزت السلطات عن تطبيق القانون. في الأربعينيات من القرن الثامن عشر انتشر عنف العصابات وأصبح شائعًا، بجانب قتال مجموعات من أهالي بوسطن للدفاع عن شرف حرق تمثال البابا. وبحلول منتص الستينيات من القرن الثامن عشر خمدت أعمال الشغب وأثناء ثورة أمريكا الاستعمارية أتاح التنافس بين الطبقات في يوم البابا بتولُّد آراء مناهضة لبريطانيا.
أدت الفقرة في قانون كيبي (بالإنجليزية: Quebec Act) لسنة 1774 التي ضمنت للفرنسيين الكنديين الحق الحر في ممارسة الكاثوليكية في مقاطعة كيبي إلى صدور شكوى من الأمريكيين تدّعي أن البريطانيين يقدمون «مبادئ بابوية وقانون فرنسي». وزادت معارضة الكنيسة الأوروبية للاستقلال الأمريكي من هذه المخاوف حيث هددت الكنيسة بإحياء ذكرى يوم البابا. تعليقًا على هذا في عام 1775 قال جورج واشنطن أنه لم يتأثر بفكرة الإحياء هذه وأنه سيمنع كل من تحت مسئوليته من المشاركة في هذا الإحياء وأضاف:
بشكل عام، تبعًا لشكوى واشنطن توقفت المستعمرات الأمريكية عن الاحتفال بيوم البابا على الرغم من أنه وفقًا لمنظمة مجتمع بوسطن، احتفل بعض مواطني بوسطن بهذا اليوم لمرة أخيرة في عام 1776. استمر هذا التقليد في مدينة سالم (بالإنجليزية: Salem) حتى عام 1817، وظلت مدينة بورتسماوث (بالإنجليزية: Portsmouth, New Hampshire) تحتفل به حتى عام 1892. في أواخر القرن الثامن عشر أُحرقت أيضًا تماثيل لشخصيات بارزة مثل رئيسي وزراء لبريطانيا العظمى والسياسي جون ستيوارت وفريديريك نورث وبينديكت أرنولد (بالإنجليزية: Benedict Arnold) الجنرال الأمريكي الخائن. في الثمانينات من القرن التاسع عشر كانت بعض المدن الساحلية التابعة لإنجلترا الجديدة لا تزال تشعل نيران البون فاير، لكنها ما عادت تحتفل بذكرى فشل مؤامرة البارود. وفي المنطقة حول مدينة نيويورك تم حرق كومة من البراميل عشية يوم الانتخابات الذي تبين أنه وافق يوم الثلاثاء في أوائل نوفمبر بعد عام 1845.

## كتابات أخرى
- For information on Pope Day as it was observed in Boston, see 5th of November in Boston، The Bostonian Society، مؤرشف من الأصل في 2023-02-05
- For information on Bonfires in نيوفاوندلاند واللابرادور، see Bonfire Night، collections.mun.ca، مؤرشف من الأصل في 2022-11-22
- To read further on England's tradition of Protestant holidays, see Cressy، David (1989). Bonfires and Bells: National Memory and the Protestant Calendar in Elizabethan and Stuart England. Berkeley: University of California Press. ISBN:0-520-06940-4. {{استشهاد بكتاب}}: الوسيط غير المعروف |separator= تم تجاهله (مساعدة). Cressy covers the same topic in Cressy، David (1994). "National Memory in Early Modern England". في John R. Gillis (المحرر). Commemorations – The Politics of National Identity. Princeton: Princeton University Press. ISBN:0-691-02925-3. مؤرشف من الأصل في 2015-02-17. {{استشهاد بكتاب}}: الوسيط غير المعروف |separator= تم تجاهله (مساعدة)
- For anecdotal evidence of the origins of Guy Fawkes Night as celebrated in the باهاماس in the 1950s, see Crowley، Daniel J. (يوليو 1958). 158. Guy Fawkes Day at Fresh Creek, Andros Island, Bahamas. Royal Anthropological Institute of Great Britain and Ireland, hosted at jstor.org. ج. 58. ص. 114–115. JSTOR:2796328. {{استشهاد بكتاب}}: |عمل= تُجوهل (مساعدة) والوسيط غير المعروف |separator= تم تجاهله (مساعدة)
- A short history of Guy Fawkes celebrations: Etherington، Jim (1993). Lewes Bonfire Night. Seaford: SB Publications. ISBN:1-85770-050-3. {{استشهاد بكتاب}}: الوسيط غير المعروف |separator= تم تجاهله (مساعدة)
- Gardiner، Samuel Rawson (2009). History of England from the Accession of James I. to the Outbreak of the Civil War 1603–1642 (8). BiblioBazaar, LLC. ISBN:1-115-26650-0. مؤرشف من الأصل في 2015-02-17. {{استشهاد بكتاب}}: الوسيط غير المعروف |separator= تم تجاهله (مساعدة)
- An online newspaper report bemoaning the declining popularity of Guy Fawkes effigies in 20th-century England: Letts، Quentin (5 November 2009). Where have all the Guys gone? QUENTIN LETTS'S nostalgia for the fantastic Bonfire Night effigies of yesteryear. dailymail.co.uk. مؤرشف من الأصل في 2019-10-28. اطلع عليه بتاريخ 11 November 2010. {{استشهاد بكتاب}}: تحقق من التاريخ في: |تاريخ الوصول= و|تاريخ= (مساعدة) والوسيط غير المعروف |separator= تم تجاهله (مساعدة)
- For comments regarding the observance of the custom in the الكاريبي، see Newall، Venetia (Spring 1975). Black Britain: The Jamaicans and Their Folklore. Taylor & Francis, Ltd. on behalf of Folklore Enterprises, Ltd, hosted at jstor.org. ج. 86. ص. 25–41. JSTOR:1259683. {{استشهاد بكتاب}}: |عمل= تُجوهل (مساعدة) والوسيط غير المعروف |separator= تم تجاهله (مساعدة)
- A study of the political and social changes that affected Guy Fawkes Night: Paz، D. G. (1990). Bonfire Night in Mid Victorian Northamptonshire: the Politics of a Popular Revel. ج. 63. ص. 316–328. DOI:10.1111/j.1468-2281.1990.tb00892.x. {{استشهاد بكتاب}}: |صحيفة= تُجوهل (مساعدة) والوسيط غير المعروف |separator= تم تجاهله (مساعدة)